# Nieuwe Kerk (Vlissingen)
De Nieuwe Kerk was een protestants kerkgebouw in Vlissingen, gebouwd in 1861 en gesloopt in 1954. Het kerkgebouw stond aan de Wilhelminastraat op de hoek van de Nieuwstraat.

## Geschiedenis
In de 19e eeuw kerkte de Vlissingse Hervormde gemeente in de Grote of Sint-Jacobskerk. Door groei van de gemeente werd besloten om een tweede kerk in gebruik te nemen. Deze nieuwe zaalkerk werd in eclectische stijl opgetrokken. Enkele panden verder richting het noorden stond de voormalige rooms-katholieke Sint-Jacobus de Meerderekerk, toen nog aan de Pottenkaai. Deze kade werd in 1909 gedempt en hernoemd naar Wilhelminastraat. Tijdens de Tweede Wereldoorlog werd de Nieuwe Kerk beschadigd, en is daarna gerestaureerd. Tijdens de watersnoodramp van 1953 raakte de kerk echter dermate beschadigd dat in 1954 werd besloten om het gebouw af te breken en een nieuwe kerk te bouwen in een nieuwe uitbreidingswijk. Deze nieuwe kerk, de Johanneskerk, werd in 1955 in gebruik genomen.

## Orgel
Het eerste orgel in de Nieuwe Kerk was een kabinetorgel, gebouwd door Pieter Müller in 1767. De voormalige locatie is onbekend, maar in 1861 werd het orgel door ds. L. Merens geschonken aan de Nieuwe Kerk. De plaatsing werd uitgevoerd door firma Batz uit Utrecht. In 1906 werd het orgel verkocht en na een omzwerving staat het nu als koororgel in de Opstandingskerk in Wissenkerke. Het nieuwe orgel werd gebouwd door L. van Dam & Zonen in opdracht van de redersfamilie Blum-De Niet, die het ter ere van hun 25-jarige huwelijksjubileum op 31 juli 1904 schonken aan de gemeente. Tijdens de oorlog werd het orgel, van 1943 tot 1945 opgeslagen, om kans op oorlogsschade te beperken. In 1958 werd het orgel door D.A. Flentrop naar de nieuwe Johanneskerk overgeplaatst. Door de laagte van de kerk paste de originele kas niet in de kerk, zodat alleen het inwendige werd overgeplaatst. In 1996 werd het orgel verplaatst naar de Middelburgse Morgensterkerk. Daar stond het orgel na de sluiting van de kerk te koop totdat het in 2020 werd aangeschaft door de Gereformeerde Gemeente van Berkenwoude.